# ISS-Expeditie 30
ISS Expeditie 30 was de dertigste missie naar het Internationaal ruimtestation ISS die begon op 13 november 2011.
Dit was de zevende missie die zes bemanningsleden heeft. De commandant van deze missie was Dan Burbank van de NASA. Aangezien er zes bemanningsleden naar het ISS vertrekken zijn er twee Sojoezraketten gelanceerd, omdat elke Sojoez maar drie bemanningsleden kan vervoeren. Een van de bemanningsleden was de Nederlander André Kuipers, die zes maanden in het ISS zou verblijven.

## Bemanning

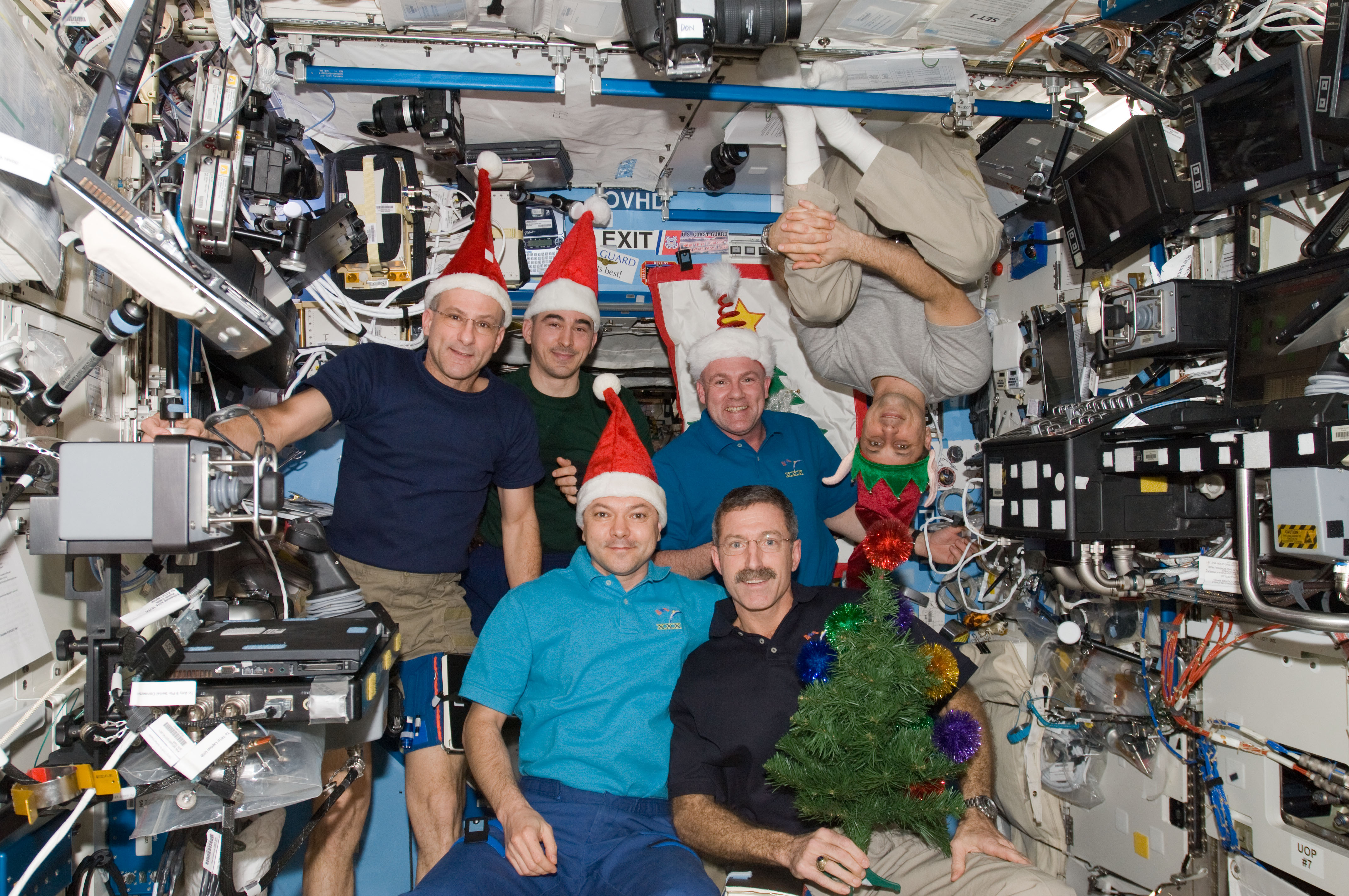
Kerst 2011

| Positie                                  | Eerste deel november 2011                    | Tweede deel (december 2011 - april 2012)     |
| ---------------------------------------- | -------------------------------------------- | -------------------------------------------- |
| Bevelhebber                              | Dan Burbank, NASA 3e ruimtevlucht            | Dan Burbank, NASA 3e ruimtevlucht            |
| Flight Engineer 1                        | Anton Sjkaplerov, Roskosmos 1e ruimtevlucht  | Anton Sjkaplerov, Roskosmos 1e ruimtevlucht  |
| Flight Engineer 2                        | Anatoli Ivanisjin, Roskosmos 1e ruimtevlucht | Anatoli Ivanisjin, Roskosmos 1e ruimtevlucht |
| Flight Engineer 3                        |                                              | Oleg Kononenko, Roskosmos 2e ruimtevlucht    |
| Flight Engineer 4 & Medical Crew Officer |                                              | André Kuipers, ESA 2e ruimtevlucht           |
| Flight Engineer 5                        |                                              | Don Pettit, NASA 3e ruimtevlucht             |

- Kerst 2011